# Andreaskirche (Hüllhorst)

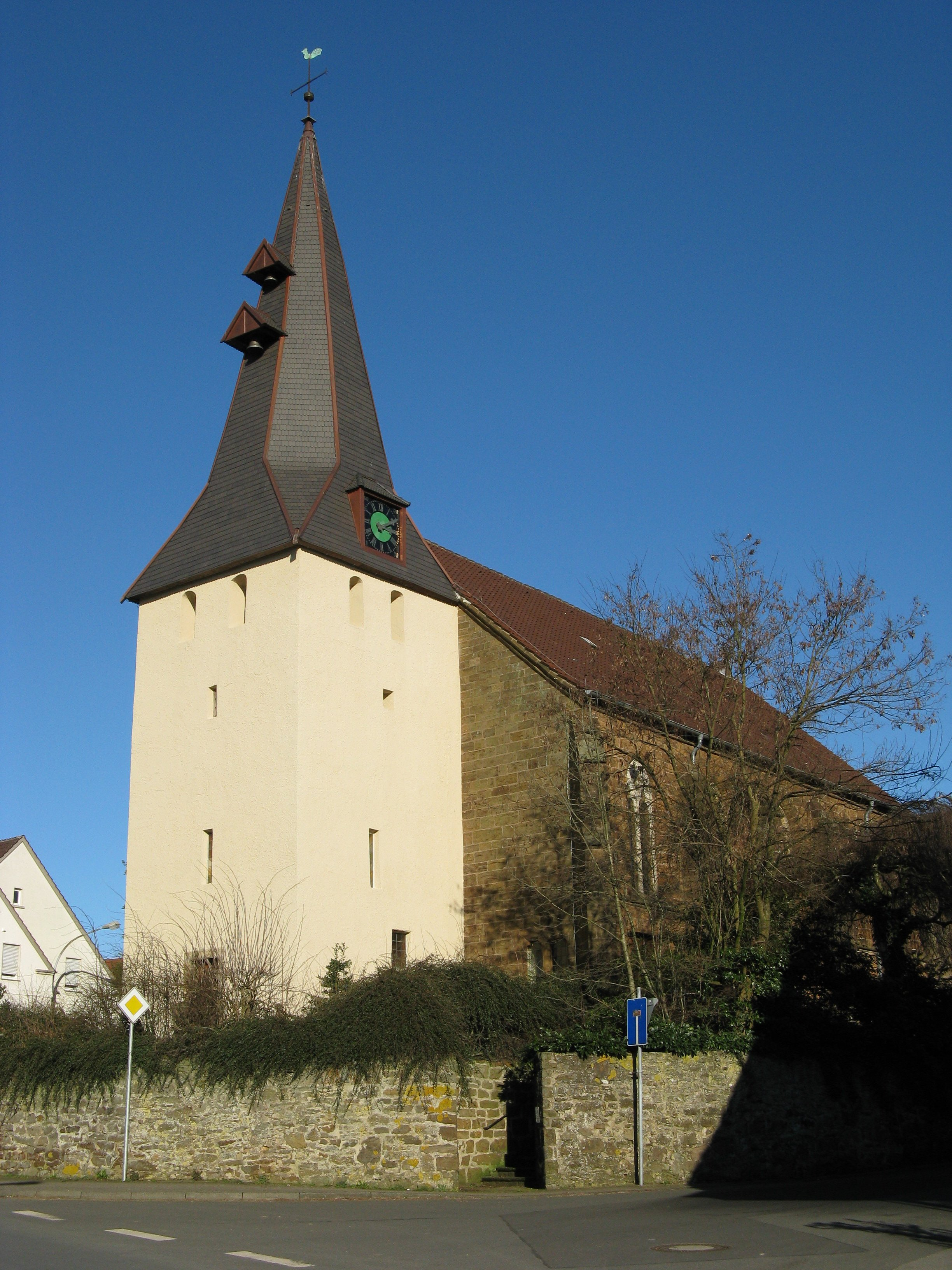
Ansicht von Südwesten

Die Andreaskirche in Hüllhorst ist die Pfarrkirche der evangelisch-lutherischen Kirchengemeinde Hüllhorst, die dem Kirchenkreis Lübbecke der Evangelischen Kirche von Westfalen angehört.
Das heutige Kirchenschiff wurde im 19. Jahrhundert errichtet, der Turm stammt von einem Vorgängerbau. Den Namen des Apostels Andreas erhielt die heutige Kirche erst 1996, allerdings bestand dieses Patrozinium wahrscheinlich schon im Mittelalter.

## Geschichte
Bereits im Hochmittelalter gab es in Hüllhorst eine Kapelle. Als Filialkirche der Lübbecker Andreaskirche wurde wahrscheinlich deren Patrozinium übernommen. Die Erhebung zur Pfarrei fand zwischen dem 14. und 16. Jahrhundert statt. Der genaue Zeitpunkt ist nicht bekannt, das seit dem 17. Jahrhundert überlieferte Gründungsjahr 1310 lässt sich nicht belegen.
Die Baugeschichte der alten Andreaskirche ist weitgehend unbekannt. Der Turm trägt die Jahreszahl 1592, es ist aber unklar, ob diese das Baujahr bezeichnet. Im Jahr 1712 wurde das Kirchenschiff nach Norden erweitert, nachdem die Kirchengemeinden Büttendorf und Ahlsen nach Hüllhorst eingemeindet worden waren. Im Jahr 1869 wurde die Kirche bis auf den Turm abgerissen.

## Die heutige Kirche
1870 begann der Bau der neuen, dreischiffigen Hallenkirche im neugotischen Stil mit Chor und Sakristei. Dabei reichte zunächst nur das Mittelschiff bis zum Turm. Die Weihe fand am 14. Mai 1871 statt. Umbaupläne aus den Jahren 1913 und 1936 wurden nicht verwirklicht. Von 1955 bis 1959 fand ein umfangreicher Umbau statt, bei dem 1956 die Seitenschiffe um ein Joch nach Westen bis zum Turm erweitert wurden, so dass das Langhaus heute rechteckig ist.

### Turm und Glocken
Die Schalllöcher am Turm sind flachbogig. An der Westseite befindet sich ein Eingang mit der Jahreszahl 1592.
Die Andreaskirche verfügt insgesamt über sechs Glocken. Im Turm befinden sich Auferstehungsglocke, Betglocke Trauglocke und Taufglocke, die alle in der Glockengießerei Gebrüder Rincker aus Bronze gegossen und 1957 im Zuge des Kirchenumbaus geweiht wurden. Zusätzlich sind außen an der Westseite des Turmhelms untereinander zwei Uhrenschlagglocken angebracht, die aus dem Jahr 1992 stammen.

### Innenausstattung
Der älteste in der Kirche erhaltene Kunstgegenstand ist ein Kruzifix aus dem Jahr 1450, das seit einer Restaurierung 1956 wieder auf dem Altar steht. Ein Abendmahlskelch im Stil der Renaissance aus vergoldetem Silber trägt eine Inschrift aus dem Jahr 1622, Fuß und Knauf sind gotisch.